# دانيال هارينغتون
دانيال نيكول هارينغتون (بالإنجليزية: Danielle Herrington)‏ (من مواليد 26 مايو 1993) عارضة أزياء أمريكية معروفة بظهورها في إصدار مجلة سبورتس اليستريتد سويم سووت ايشيوز، بما في ذلك غلاف الطبعة 2018 حيث أصبحت ثالث امرأة أمريكية من أصل أفريقي تظهر على الغلاف - بعد تايرا بانكس (1997) و المغنية بيونسي (2007).

## روابط خارجية
- دانيال هارينغتون على موقع دليل عارضات الأزياء (الإنجليزية)